# Tytanozuch
Tytanozuch (Titanosuchus: gr. „tytaniczny krokodyl”) – rodzaj terapsyda z podrzędu dinocefali, żyjącego pod koniec permu (wczesny kapitan), 255 milionów lat temu, na terenie obecnej Afryki Południowej. Jego szczątki odkryto na obszarze tzw. „strefy tapinocefali”.

## Budowa
- Długość jego ciała, razem z długim ogonem, wynosiła 2,5 metra.
- Poruszał się na 4 lekko rozchylonych na boki kończynach.
- Olbrzymia czaszka posiadała zgrubienie, które nie było jednak tak wydatne, jak u rodziny Tapinocephalidae. Służyło ono zapewne do walk między poszczególnymi osobnikami.
- Szczęki zwierzęcia zaopatrzone były w mocne siekacze, wydłużone kły oraz zestaw licznych, liściokształtnych zębów zakłowych o ząbkowanej powierzchni.

## Pozycja systematyczna i odżywianie
Uważa się, że najbliższym krewnym tytanozucha była jonkeria. Materiał kostny tych dwóch rodzajów jest do siebie bardzo podobny, a główną cechą dystynktywną tytanozucha są dłuższe niż u swego krewnego kończyny. Istnieje przekonanie, że tytanozuch był mięsożercą, podczas gdy jonkeria żywiła się roślinami. Ostatnio wysunięto jednak hipotezę, ze oba rodzaje były wszystkożerne, opierając swą dietę głównie na pokarmie roślinnym i żywiąc się okazjonalnie padliną, a nawet żyjącymi zwierzętami.

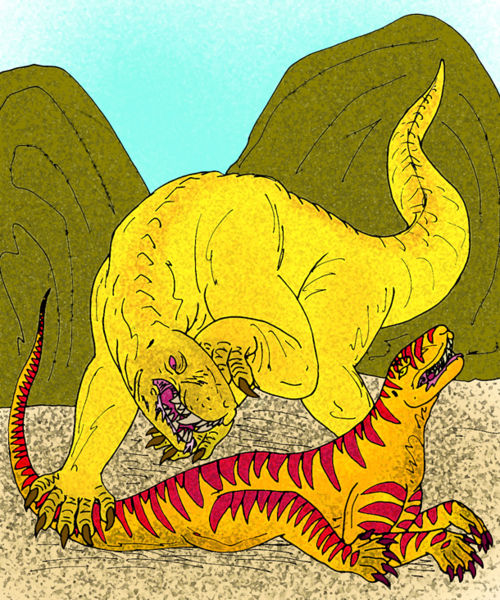
Tytanozuch zaatakowany przez gorgonopsa

Na podstawie badań niekompletnych szczątków tytanozucha stworzono nazwy rodzajowe zwierząt, jak „Scapanodon” i „Parascapanodon”, które uważane są dziś za nieaktualne.